# Carl Darling Buck
Carl Darling Buck (ur. 2 października 1866 w Bucksport, zm. 8 lutego 1955) – amerykański lingwista, filolog klasyczny, znawca greki i łaciny. Był profesorem uniwersytetu w Chicago.
Studiował na Uniwersytecie Yale, który ukończył w 1886 roku. Studia kontynuował w American School of Classical Studies w Atenach (1887–1889) i w Lipsku (1889–1892). W 1892 został wykładowcą sanskrytu i indoeuropejskiej gramatyki porównawczej na Uniwersytecie Chicagowskim.
Carl Darling Buck zajmował się językoznawstwem historyczno-porównawczym. Napisał między innymi gramatykę porównawczą greki i łaciny. Poza tym był autorem prac o dawnych językach italskich.